# Tuse Næs Sogn
Tuse Næs Sogn er et sogn i Holbæk Provsti (Roskilde Stift). Det blev oprettet 1. januar 2016 ved sammenlægning af Hørby Sogn og Udby Sogn.
Begge sogne havde hørt til Tuse Herred i Holbæk Amt. Begge sognekommunerne Hørby og Udby gik inden kommunalreformen i 1970 ind i Tuse Næs Kommune, der ved selve reformen blev indlemmet i Holbæk Kommune.
I Tuse Næs Sogn ligger Hørby Kirke og Udby Kirke.